# Oxyopes ketani
Oxyopes ketani là một loài nhện trong họ Oxyopidae.
Loài này thuộc chi Oxyopes. Oxyopes ketani được Pawan U. Gajbe & Pawan U. Gajbe miêu tả năm 1999.